# Aniss El Hriti
Aniss El Hriti (Parigi, 28 luglio 1989) è un calciatore francese di origini marocchine, difensore del Châteauroux.

## Caratteristiche tecniche
È un terzino sinistro.

## Carriera
Nella stagione 2018-2019 ha disputato 10 incontri in UEFA Europa League, di cui 6 nei turni preliminari e 4 nella fase a gironi, con la maglia del F91 Dudelange.

## Palmarès

### Club

#### Competizioni nazionali
- Campionato lussemburghese: 1

F91 Dudelange: 2018-2019
- Coppa del Lussemburgo: 1

F91 Dudelange: 2018-2019
- Championnat National: 1

Red Star: 2023-2024